# Levier armeur

Le chien (1) s'arme à l'ouverture par le levier armeur (2) qui est repoussé par l'ergot de longuesse (5). le ressort (4) est comprimé. La gâchette (3) tient l'ensemble jusqu'à une pression sur la queue de détente et cela libère le chien.

Le levier armeur est une pièce de fusil à bascule. Son rôle est de réarmer le chien lors du basculage du fusil, généralement par l'intermédiaire de la longuesse.